# Williams FW29
Der Williams FW29 war der Formel-1-Rennwagen von Williams F1 für die Formel-1-Weltmeisterschaft 2007.
Der von Sam Michael und Loïc Bigois konstruierte Wagen nahm an allen 17 Rennen der Formel-1-Weltmeisterschaft 2007 teil, wurde vom Deutschen Nico Rosberg, dem Österreicher Alexander Wurz, sowie dem Japaner Kazuki Nakajima gesteuert und fuhr als bestes Resultat einen dritten Platz heraus (Wurz beim Großen Preis von Kanada), wodurch das Team in seiner dreißigsten Saison die Konstrukteurswertung mit 33 Punkten auf dem vierten Rang von elf beendete.
Es wurde der von Toyota entwickelte V8-Motor RVX-07 verwendet. Die Bereifung kam von Bridgestone.

## Lackierung und Sponsoring
Der FW29 ist überwiegend in Weiß und Blau lackiert. Es werben AirAsia, AT&T, Bridgestone, Lenovo, Petrobras, RBS, Reuters und Oris auf dem Fahrzeug.

## Resultate
| Fahrer                          | Nr.                             | 1   | 2   | 3  | 4   | 5  | 6  | 7  | 8  | 9  | 10  | 11 | 12 | 13 | 14  | 15  | 16 | 17 | Punkte | Rang |
| ------------------------------- | ------------------------------- | --- | --- | -- | --- | -- | -- | -- | -- | -- | --- | -- | -- | -- | --- | --- | -- | -- | ------ | ---- |
| Formel-1-Weltmeisterschaft 2007 | Formel-1-Weltmeisterschaft 2007 |     |     |    |     |    |    |    |    |    |     |    |    |    |     |     |    |    | 33     | 4.   |
| N. Rosberg                      | 16                              | 7   | DNF | 6  | 10  | 12 | 10 | 16 | 9  | 12 | DNF | 7  | 7  | 6  | 6   | DNF | 16 | 4  | 33     | 4.   |
| A. Wurz                         | 17                              | DNF | 9   | 11 | DNF | 7  | 3  | 10 | 14 | 13 | 4   | 14 | 11 | 13 | DNF | DNF | 12 |    | 33     | 4.   |
| K. Nakajima                     | 17                              |     |     |    |     |    |    |    |    |    |     |    |    |    |     |     |    | 10 | 33     | 4.   |

| Legende  | Legende            | Legende                                                          |
| Farbe    | Abkürzung          | Bedeutung                                                        |
| -------- | ------------------ | ---------------------------------------------------------------- |
| Gold     | –                  | Sieg                                                             |
| Silber   | –                  | 2. Platz                                                         |
| Bronze   | –                  | 3. Platz                                                         |
| Grün     | –                  | Platzierung in den Punkten                                       |
| Blau     | –                  | Klassifiziert außerhalb der Punkteränge                          |
| Violett  | DNF                | Rennen nicht beendet (did not finish)                            |
| Violett  | NC                 | nicht klassifiziert (not classified)                             |
| Rot      | DNQ                | nicht qualifiziert (did not qualify)                             |
| Rot      | DNPQ               | in Vorqualifikation gescheitert (did not pre-qualify)            |
| Schwarz  | DSQ                | disqualifiziert (disqualified)                                   |
| Weiß     | DNS                | nicht am Start (did not start)                                   |
| Weiß     | WD                 | zurückgezogen (withdrawn)                                        |
| Hellblau | PO                 | nur am Training teilgenommen (practiced only)                    |
| Hellblau | TD                 | Freitags-Testfahrer (test driver)                                |
| ohne     | DNP                | nicht am Training teilgenommen (did not practice)                |
| ohne     | INJ                | verletzt oder krank (injured)                                    |
| ohne     | EX                 | ausgeschlossen (excluded)                                        |
| ohne     | DNA                | nicht erschienen (did not arrive)                                |
| ohne     | C                  | Rennen abgesagt (cancelled)                                      |
| ohne     | keine WM-Teilnahme |                                                                  |
| sonstige | P/fett             | Pole-Position                                                    |
| sonstige | 1/2/3/4/5/6/7/8    | Punktplatzierung im Sprint-/Qualifikationsrennen                 |
| sonstige | SR/kursiv          | Schnellste Rennrunde                                             |
| sonstige | *                  | nicht im Ziel, aufgrund der zurückgelegten Distanz aber gewertet |
| sonstige | ()                 | Streichresultate                                                 |
| sonstige | unterstrichen      | Führender in der Gesamtwertung                                   |